# تموشین
پادشاه تموشین (کره‌ای: 대무신태왕؛ زاده:۴؛ سلطنت:۱۸–۴۴ میلادی)؛ سومین امپراتور گوگوریو، شمالی‌ترین پادشاهی از سه پادشاهی کره بود. او اوایل گوگوریو را طی دوره ای از گسترش سرزمینی عظیم رهبری کرد و چندین کشور کوچکتر و پادشاهی نیرومند بویو شرقی را فتح کرد. پادشاه تموشین ایالت‌های گائما و گودا را مطیع خود ساخت و با نابودی ایالت ناکرانگ از خاندان چوی و جلوگیری از تهاجم ارتش لیائودونگ از سلسله هان متأخر، حوزه نفوذ خارجی خود را مستحکم کرد. او همچنین در عرصه داخلی دستاوردهای مختلفی از خود به جا گذاشت، مانند انتصاب وزرای چپ و راست و کنترل فساد صاحبان قدرت.

## زندگی‌نامه
او به عنوان شاهزاده موهیول، سومین پسر پادشاه یوریمیونگ متولد شد. در ۱۱ سالگی ولیعهد شد، زیرا نفر بعدی تاج و تخت خودکشی کرده بود چهار سال بعد با مرگ پدرش به پادشاهی رسید.
تموشین حکومت مرکزی گوگوریو را تقویت کرد و قلمرو آن را گسترش داد. او دونگ بویو را ضمیمه خود کرد و پادشاه آن تسو را در سال ۲۲ پس از میلاد کشت. در سال ۲۶ پ. م او گوما گوک را در امتداد رودخانه آمنوک فتح کرد و بعداً گودا گوک را فتح کرد.
پس از دفع حمله چین در سال ۲۸، او پسرش شاهزاده هودونگ را که در آن زمان حدود ۱۶ سال داشت، فرستاد تا به لیوندانگ حمله کند. او همچنین پادشاهی ناک‌رانگ را در شمال غربی کره در ۳۲ پ. م شکست داد. او ناک‌رانگ را در سال ۳۷ نابود کرد، اما ارتش هان شرقی که توسط امپراتور گوانگ‌وو هان فرستاده شد، آن را در سال ۴۴ تصرف کرد. او در ته سوچون وون به خاک سپرده شد.

## خانواده
- پدر: پادشاه یوریمیونگ (유리명왕، 瑠璃明王)[۶][۷]
  - پدربزرگ: پادشاه جومونگ (동명성왕، 東明聖王)[۸][۹]
  - مادربزرگ: بانو یه سویا (예씨 부인، 禮氏 夫人)
- مادر: ملکه سونگ، از قبیله بیرو (왕후 송씨، 王后 松氏)
  - پدربزرگ: سونگ یانگ، مارکیز دامول (송양 다물후، 松讓 多勿侯)
- همسر(ان)
  - همسر اول: ملکه سونگ یی‌جی از قبیله بیرو
  - همسر دوم: ملکه هه یون از بویو
    - فرزند: شاهزاده هودونگ

  - همسر سوم: ملکه سونگ مه‌سولسو از قبیله بیرو
    - فرزند: شاهزاده هه‌وو

  - همسر چهارم: بانو سونگ سوجی‌ریون از قبیله بیرو

## تصویرسازی مدرن

### تلویزیون
- توسط سونگ ایل گوک در مجموعه تلویزیونی کی‌بی‌اس سال ۲۰۰۸، سرزمین بادها به تصویر کشیده شد.
- توسط مون سونگ گون در مجموعه تلویزیونی اس‌بی‌اس سال ۲۰۰۹، جا میونگ گو به تصویر کشیده شد.

### سایر
در سال‌های اخیر، تموشین به‌عنوان مدل برای مانهوا و بازی ویدیویی معروف نکسوس: امپراتور بادها حضور داشت.

## مرگ و جانشین
پادشاه تموشین سرانجام در سال ۴۴ میلادی و در سن ۴۰ سالگی مرد و برادرش مینجانگ فرمانروای گوگوریو گردید.

## لقب
به پادشاه موهیول لقب تموشین ته‌وانگ داده شد که به معنای واقعی کلمه «پادشاه جنگجوی مقدس بزرگ» است. مانند بسیاری از پادشاهان گوگوریو، اطلاعات کمی در مورد موهیول وجود دارد به جز آنچه در برخی منابع کره ای باستان آمده است. برخی از مورخان استنباط کرده‌اند که اعطای چنین عنوان افراطی به این مرد باید به این معنی باشد که او گوگوریو را در بسیاری از دستاوردهای نظامی برجسته رهبری کرد، احتمالاً بیش از آن چیزی که در متون تاریخی به او اعتبار داده شده است. مکتب فکری دیگری اعلام می‌کند که نابودی بویو شرقی به خودی خود یک شاهکار تقریباً غیرقابل تصور در آن زمان بود، به این معنی که بویو شرقی که طبق گفته این پژوهشگران منتخب پادشاهی قدرتمندی بود.
به همه فرمانروایان گوگوریو القاب خاصی پس از مرگ یا در زمان حیاتشان داده نشد. به اکثر فرمانروایان گوگوریو پس از مرگ بر اساس محل دفن آنها القاب داده شد. فقط تعداد معدودی از آنها، مانند شاه گوانگ‌گائتو بزرگ و پادشاه جومونگ، پس از مرگ چنین القابی «مهم» گرفتند.